# Eugryllodes pomeroyi
Eugryllodes pomeroyi är en insektsart som beskrevs av Lucien Chopard 1927. Eugryllodes pomeroyi ingår i släktet Eugryllodes och familjen syrsor. Inga underarter finns listade i Catalogue of Life.